# Loris Annibaldi
Loris Annibaldi (Offida, 11 marzo 1912 – Ersekë, 21 novembre 1940) è stato un medico e militare italiano, che partecipò alla seconda guerra mondiale. Appartenente al 4º Reggimento bersaglieri fu decorato di Medaglia d'oro al valor militare alla memoria nel corso della Campagna di Grecia.

## Biografia
Nacque a Offida, provincia di Ascoli Piceno, l'11 marzo 1912, figlio di Giovanni e Gina Ciarrocchi.
Stabilitosi a Torino conseguì la laurea in medicina presso la locale Università,  lavorando anche come assistente presso l'Istituto di urologia. Nell'aprile 1938 fu ammesso a frequentare, come Allievo Ufficiale medico di complemento, la Scuola di Applicazione di Sanità di Firenze, da cui uscì in qualità di aspirante ufficiale medico nell'agosto successivo. Assegnato al 2º Reggimento artiglieria da campagna nel settembre dello stesso anno fu promosso sottotenente, e collocato in congedo nel gennaio 1939. Richiamato in servizio poco tempo dopo fu assegnato al 53º Reggimento fanteria "Umbria" dove rimase fino al febbraio 1940, quando fu trasferito al 4º Reggimento bersaglieri.
Mobilitato all'atto dell'entrata in guerra dell'Italia, il 10 giugno 1940, partecipò alle operazioni sul fronte occidentale contro la Francia. Dopo l'inizio della operazioni belliche contro la Grecia, sbarcò a Durazzo (Albania) l'8 novembre dello stesso anno, ed assegnato al XXXI Battaglione bersaglieri, partecipò attivamente ai combattimenti.
Dal 12 al 21 novembre si distinse nella zona di Ersekë, a Quota 1431 ed a Quota 1464, aiutando a curare ed a sgomberare dalle prime linee i feriti, ed esponendosi a rischi personali. Rimasto gravemente ferito per medicare un bersagliere, rifiutò di arrendersi difendendosi con il lancio di bombe a mano fino a che non cadde colpito a morte. Per onorarne la memoria, nel 1953 fu decretata la concessione della Medaglia d'oro al valor militare.
In quello stesso anno gli venne intitolato il Centro Ospedaliero di Milano, e successivamente la sua città natale gli ha intitolato una via e il locale ospedale.